# Санто Пјетро
Санто Пјетро је насеље у Италији у округу Катанија, региону Сицилија.
Према процени из 2011. у насељу је живело 91 становника. Насеље се налази на надморској висини од 288 м.